# Angela Steidele

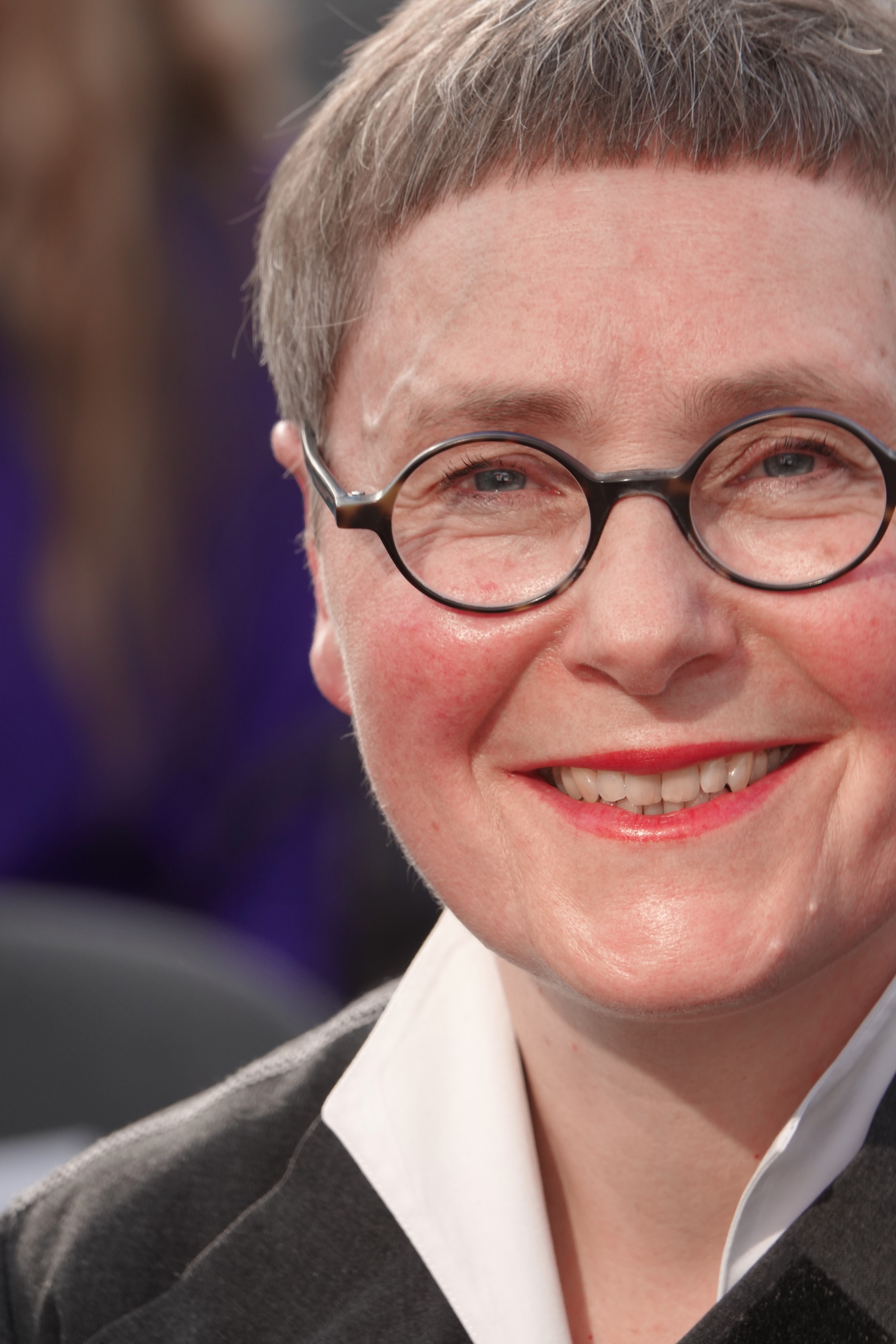
Angela Steidele 2023

Angela Steidele (* 18. Dezember 1968 in Bruchsal) ist eine deutsche Autorin. Sie schreibt Sachbücher und Romane über das Spannungsverhältnis zwischen Geschichte und Gegenwart wie auch Kunst und Wissenschaft, zumeist am Beispiel von Liebesgeschichten zwischen Gleichgeschlechtlichen auf der Basis historischer Quellen aus dem 18. und 19. Jahrhundert.

## Werdegang
Nach dem Abitur arbeitete Angela Steidele von 1988 bis 1990 als Freiwillige der Aktion Sühnezeichen e. V. in Israel zunächst in einem Kibbuz und anschließend in einem Altenheim. Sie studierte von 1990 bis 1996 Literaturwissenschaft, Musikwissenschaft und Philosophie in Hildesheim und promovierte 2002 an der Universität Siegen in Allgemeiner Literaturwissenschaft. Danach lehrte sie an Hochschulen. In ihrer 2003 veröffentlichten Dissertation Als wenn Du mein Geliebter wärest. Liebe und Begehren zwischen Frauen in der deutschsprachigen Literatur 1750–1850 befasste sie sich mit literarischen Quellen zu weiblicher Homosexualität; dieses Thema prägte auch ihre späteren Veröffentlichungen. Von 2003 bis 2004 war sie am Swedish Collegium for Advanced Study in Uppsala wissenschaftlich tätig und von 2006 bis 2007 war sie Gastdozentin an der Universität Hildesheim. In den folgenden Jahren konzentrierte sie sich auf eigene Buchprojekte. 2024 hatte sie die Poetikdozentur an der Mainzer Akademie der Wissenschaften und der Literatur inne sowie die Ricarda-Huch-Poetikdozentur an der TU Braunschweig.
Angela Steidele lebt in Köln. Sie ist Mitglied im PEN Berlin.

## Werke
In ihren Sachbüchern und in ihrem ersten Roman bringt Angela Steidele auf der Basis wissenschaftlicher Quellen Licht in wenig bekannte Bereiche der Geschichte von Liebe und Begehren zwischen Gleichgeschlechtlichen im 18. und 19. Jahrhundert, hauptsächlich zwischen lesbischen Frauen. Im Zentrum stehen dabei Lebens- und Liebesgeschichten historischer Figuren wie Catharina Linck, Anne Lister, Adele Schopenhauer und Sibylle Mertens sowie zeitgenössische Krankheits-, Sexualitäts- und Geschlechtervorstellungen in Epochen, in denen „das Selbstverständnis einer homosexuellen Identität historisch noch nicht existierte“.

### In Männerkleidern(2004)
2004 erschien ihre Monografie In Männerkleidern. Das verwegene Leben der Catharina Linck alias Anastasius Lagrantinus Rosenstengel, hingerichtet 1721, eine Biographie über die letzte Frau in Europa, die aufgrund des Tatbestands der Sodomie (im Sinne von Unzucht mit einer anderen Frau) hingerichtet wurde. Catharina Margaretha Linck trat unter dem sprechenden Namen Anastasius Lagrantinus Rosenstengel in Männerkleidern auf. Zwischen ihren Beinen brachte sie einen Lederdildo für den Geschlechtsverkehr mit Frauen an. Sie wurde erst Prophet in einer radikalpietistischen Wandersekte, kämpfte sieben Jahre lang als Soldat, wurde viermal getauft und ging zweimal die Ehe mit Catharina Margaretha Mühlhahn ein.
Susanne Kord hob in ihrer Rezension hervor, das Buch zeige, wie sehr im 18. Jahrhundert juristische, medizinische und philosophische Diskurse noch im Fluss waren. So sei Lincks Fall einer der ersten, in dem Homosexualität als Krankheit behandelt werde. Auf juristischer Ebene sei bemerkenswert, dass unter den Richtern in diesem Prozess Uneinigkeit darüber geherrscht habe, ob die Verhängung der Todesstrafe wegen Unzucht überhaupt möglich sei, wo doch Unzucht ohne Penis bis dahin als unmöglich gegolten hatte. In philosophischer Hinsicht schließlich sei bemerkenswert, dass Catharina Linck in ihrer Zeit noch aus sozialen (nicht etwa aus hormonellen) Gründen als Mann habe auftreten können, was ein Jahrhundert später schon nicht mehr möglich gewesen sei. Zu Lincks Lebzeiten sei nämlich die Ansicht, Weiblichkeit wäre im weiblichen Körper verankert, noch nicht allgemein anerkannt gewesen. Zum dreihundertsten Jahrestag der Hinrichtung Catharina Lincks erschien das Buch in einer erweiterten Neuausgabe. Stefan Borchers lobte die Neubearbeitung als „Kabinettstück mikrohistorischer Geschichtsschreibung und […] Lektüregenuss ersten Ranges für Leserinnen und Leser mit und ohne historische Vorkenntnisse“.

### Bühnenadaptionen
- »Alias Anastasius« von Matter*Verse, Berliner Ensemble, Uraufführung 10. März 2023 (BE Werkraum, Regie: Fritzi Wartenberg)[8][9]
- »Ich bin dann Er« von Marcus Everding, Uraufführung 28. Juni 2024, Harztheater Halberstadt, Ratskirche St. Martini, Regie: Rosmarie Vogtenhuber[10][11]

### Geschichte einer Liebe(2011)
Geschichte einer Liebe: Adele Schopenhauer und Sibylle Mertens kombiniert authentische Quellen wie Briefe und Tagebuchauszüge aus der ersten Hälfte des 19. Jahrhunderts mit eigenen Textteilen in Form einer „permanente[n] fließende[n] Bewegung zwischen Originalzitaten und eigenem Text.“ Gegenstand des Buches ist die Liebesbeziehung der beiden Frauen und die Situierung in deren gesellschaftlichem Umfeld.
Hanna Hacker bezeichnete den Text als „spannendes Experiment im Raum zwischen Geschichte und fiction.“ Jens Bisky lobte, Steidele lasse ihre Heldinnen ausführlich zu Wort kommen und verliere sich dennoch nicht in der Menge der Zitate.
Steideles Hörspielfassung (Regie: Silke Hildebrandt, Hessischer Rundfunk 2013) wurde von der Deutschen Akademie der Darstellenden Künste zum Hörspiel des Monats Juli 2013 gekürt.

### Rosenstengel(2015)
2015 veröffentlichte Steidele den Roman Rosenstengel: Ein Manuskript aus dem Umfeld Ludwigs II., der mit dem bayerischen Buchpreis ausgezeichnet wurde. Das Buch mischt geschichtliche Tatsachen und literarische Erfindung in schwer durchschaubarer Weise. Es gibt vor, eine historische Dokumentensammlung zu sein, als deren Herausgeberin Steidele im Vorwort auftritt. Der Hauptteil besteht aus zwei fiktiven Briefwechseln in der Sprache des 18. bzw. 19. Jahrhunderts, die abwechselnd und in unterschiedlicher Schriftfarbe dargeboten werden. Der eine enthält Briefe vom Anfang des 18. Jahrhunderts, in denen sich Zeitgenossen aus Halle und Halberstadt über den Fall der oben bereits beschriebenen Catharina Margaretha Linck austauschen. Im Zentrum des zweiten Briefwechsels vom Ende des 19. Jahrhunderts stehen König Ludwig II. von Bayern und sein Arzt Franz Carl Müller. (Der real existierende Müller war nicht nur Ludwigs Arzt, sondern auch der Wiederentdecker der historischen Catharina Linck.) Im Roman erfährt der König von Müller die Geschichte Catharina Lincks und reflektiert in seinen Briefen darüber. Zugleich wird der junge Arzt ohne Wissen und Willen Teil einer Verschwörung, deren Ziel es ist, den König aus medizinischen Gründen für unzurechnungsfähig zu erklären und deshalb absetzen zu können. Zwischen Ludwig und Müller entwickelt sich im Lauf des Romans eine unterschwellige Liebesbeziehung; nach Ludwigs Tod gibt seine Kusine und Vertraute Sisi Müller eine Mitschuld am Tod des Königs, da er seine Homosexualität und Liebe zu Ludwig nicht offengelegt habe. Somit bilden „zwei Menschen mit Doppelleben“ das Gerüst von Steideles Debütroman. Die beiden Protagonisten zeigen exemplarisch, „dass Leben nichts Gegebenes ist, sondern dass wir es alle mehr oder weniger erfinden.“ Während Linck eine ganze Reihe von Identitäten für sich erfand, definierte sich Ludwig II. als „König der Kunst, als Märchenritter und Bauherr fantastischer Schlösser.“

### Anne Lister(2017)
Auf Grundlage der Quelleneditionen von John Lister, Muriel Green, Phyllis Ramsden, Helena Whitbread und Jill Liddington legte Steidele mit Anne Lister. Eine erotische Biographie die erste umfassende Lebensbeschreibung der englischen Landadligen und Weltreisenden Anne Lister (1791–1840) vor. Anne Lister beschrieb ihre Liebesbeziehungen zu Frauen in ihren umfangreichen Tagebüchern überaus ausführlich und ohne jeden lesbischen Selbsthass. Die Tagebücher gelten daher als einmalige Dokumente und wurden 2011 in das UNESCO UK Memory of the World Register aufgenommen. Insa Wilke zufolge arbeitet Steidele auch mit dieser Biographie daran, „die durch Männer geprägte Überlieferung nicht-männlicher Biografien und auch die Geschichtsbilder vom Leben im 18. und 19. Jahrhundert zu berichtigen.“
Die Biographie wurde ins Englische (2018), ins Italienische (2020) und Spanische (2021) übersetzt.

### Zeitreisen. Vier Frauen, zwei Jahrhunderte, ein Weg(2018)
Anne Lister starb 1840 auf einer abenteuerlichen Reise, die sie zusammen mit ihrer letzten Lebensgefährtin Ann Walker nach Russland und ins heutige Aserbaidschan und Georgien unternommen hatte. Für ihre Biographie über Anne Lister folgte Steidele ihren Spuren und schuf mit Zeitreisen das „Dokument einer Reise Mitte des 19. Jahrhunderts und gesellschaftspolitisches Porträt in einem.“ Zugleich ist das Buch ein Making-of zur Biographie von Anne Lister und erlaubt „einen faszinierenden Blick in die Werkstatt einer Biografin.“

### Poetik der Biographie(2019)
Anne Lister, Zeitreisen und Poetik der Biographie bilden Steideles Trilogie zu biographischem Schreiben. Mit dem abschließenden Essay „vollzieht die Autorin den letzten Schritt in ihrem Dreisprung, der mit der erotischen Biographie Anne Lister begann, eine Fortsetzung in dem Werkstattbericht Zeitreisen fand und mit der Poetik endet: Biographie – Reflexion – Theorie.“ Katharina Borchardt sieht darin „die knappste und zugleich gewitzteste Studie zum Thema“: „Ein sehr intelligentes Büchlein ist dies, denn es macht bewusst, was man da eigentlich liest, wenn man eine Biographie liest.“
Das Hörspiel Anne Lister (Bearbeitung und Regie: Luise Voigt, Hessischer Rundfunk 2022) vereint Passagen aus allen drei Werken von Steideles Trilogie zu biographischem Schreiben und wurde von der Deutschen Akademie der Darstellenden Künste zum Hörspiel des Monats Mai 2022 gekürt.

### Aufklärung. Ein Roman(2022)
„Ein Buchtitel wie ein Paukenschlag“, meinte die Süddeutsche Zeitung, und die Frankfurter Allgemeine Zeitung ergänzte: „Selten war ein Titel passender. Denn erst einmal spielt er zur Zeit der Aufklärung, und dann klärt er uns auf.“ Schauplatz von Steideles Roman ist Leipzig im zweiten Drittel des 18. Jahrhunderts. Die Ich-Erzählerin Dorothea Bach – die älteste Tochter von Johann Sebastian Bach – empört sich über die Biographie, die Johann Christoph Gottsched über seine verstorbene Frau Luise Gottsched veröffentlicht. Dorothea glaubt es besser zu wissen und schreibt daher ihre eigenen Erinnerungen an Luise und die letzten dreißig Jahre nieder, als Leipzig „Versammlungsstätte einiger der besten Köpfe des mittleren achtzehnten Jahrhunderts“ war.
„Wie der Geist der Aufklärung den Roman durchzieht, so tut dies auch die Musik. Der Lobgesang auf die Werke von Johann Sebastian Bach schwingt immer mit. Die Musik ist Steidele auch stilistische Inspiration für den eigenen Text.“ Andreas Platthaus meint, das Buch sei „mit seiner Vielstimmigkeit und den wechselnden Rhythmen der Erzählung selbst ein großes Oratorium geworden“. Insgesamt sei dieser historische Roman jedoch „mit allen Wassern der Moderne gewaschen“. „Vor allem aber rückt das Werk ins Bewusstsein: Das Projekt „Aufklärung“ ist nicht in der Vergangenheit verankert. Immer wieder aufs Neue muss bedacht und geprüft werden, was wahr und richtig ist. Darum ist dieser historische Roman, der die Aufklärung feiert und betreibt, ein Roman für unsere Zeit.“ Der Roman wurde für den Preis der Leipziger Buchmesse 2023 nominiert.

## Auszeichnungen (Auswahl)
- 2005 Gleim-Literaturpreis (In Männerkleidern)
- 2010 Nominierung für den Sachbuchpreis von NDR Kultur, Shortlist (Geschichte einer Liebe. Adele Schopenhauer und Sibylle Mertens.)
- 2011 Nominierung für den Alfred-Döblin-Preis (Rosenstengel)[31]
- 2013 und 2022 Hörspiel des Monats (Geschichte einer Liebe bzw. Anne Lister)
- 2015 Bayerischer Buchpreis in der Kategorie Belletristik (Rosenstengel)
- 2015 Platz auf der SWR-Bestenliste (September, November und Dezember 2015)[32]
- 2019 Portico Prize, Longlist (Anne Lister)[33]
- 2021 Dieter-Wellershoff-Stipendium für das Romanprojekt „Aufklärung“[34]
- 2023 Klopstock-Preis für ihr literarisches Gesamtwerk[35]

## Veröffentlichungen
- Schreiben als Lust: die Formensprache von Glinka Steinwachs [sic] und ihr Verhältnis zur ecriture feminine, Hildesheim 1996, OCLC 258628594 (Diplomarbeit Universität Hildesheim, FB II, 1996, 102 Seiten, Betreuer: Hanns-Josef Ortheil).
- Als wenn Du mein Geliebter wärest. Liebe und Begehren zwischen Frauen in der deutschsprachigen Literatur 1750–1850 (= M-&-P-Schriftenreihe für Wissenschaft und Forschung. Literatur), Metzler, Stuttgart 2003, ISBN 3-476-45313-8, zugleich Dissertation, Universität Siegen 2002 (doi:10.25819/ubsi/10016).
- In Männerkleidern. Das verwegene Leben der Catharina Margaretha Linck alias Anastasius Lagrantinus Rosenstengel, hingerichtet 1721. Biographie und Dokumentation, Böhlau, Köln 2004, ISBN 3-412-16703-7.
  - Erweiterte Neuausgabe: Insel, Berlin, 2021, ISBN 978-3-458-17945-0 (eingeschränkte Vorschau bei Google Books).
- „Als Mann und Frau etliche jähr mit einander gelebt“. Catharina Margaretha Linck (1687–1721) und Catharina Margaretha Mühlhahn (1697–1776). In: Joey Horsley, Luise F. Pusch (Hrsg.): Frauengeschichten. Berühmte Frauen und ihre Freundinnen, Wallstein, Göttingen 2010, ISBN 978-3-8353-0634-9, S. 19–49.
- Geschichte einer Liebe: Adele Schopenhauer und Sibylle Mertens, Insel, Berlin 2011, ISBN 3-458-35731-9.
- Rosenstengel. Ein Manuskript aus dem Umfeld Ludwigs II., Matthes & Seitz, Berlin 2015, ISBN 978-3-95757-136-6
- Anne Lister. Eine erotische Biographie. Berlin: Matthes & Seitz Berlin, 2017, ISBN 978-3-95757-445-9
  - Englische Übersetzung: Gentleman Jack: A Biography of Anne Lister: Regency Landowner, Seducer and Secret Diarist. Translated by Katy Derbyshire. London: Serpent’s Tail, 2018. Auch als Hörbuch, eingelesen von Heather Peace.
  - Italienische Übersetzung: Gentleman Jack – Anne Lister e i suoi diari segreti. Biografia. Tradotto da Margherita Giacobino. Ferrara: Somara! Edizioni, 2020.
  - Spanische Übersetzung: Gentleman Jack. Una biografía de Anne Lister: Terrateniente, seductora y diarista secreta del siglo XIX (El Ojo del Tiempo, Band 124) Traducido por Lorenzo Luengo. Madrid: Ediciones Siruela 2021.
  - Hörspiel (Bearbeitung und Regie: Luise Voigt, Hessischer Rundfunk 2022)
- Zeitreisen. Vier Frauen, zwei Jahrhunderte, ein Weg. Berlin: Matthes & Seitz, 2018, ISBN 978-3-95757-635-4
- Poetik der Biographie. Matthes & Seitz, Berlin 2019, ISBN 978-3-95757-803-7.
- Aufklärung. Ein Roman. Insel, Berlin 2022, ISBN 978-3-458-64340-1.
- Ins Dunkel. Greta Garbo und Marlene Dietrich zwei Leinwandikonen. Roman. Suhrkamp, Berlin 2025, ISBN 978-3-518-43247-1.

### Mitarbeit
- Vorwort und Bearbeitung: Ingrid Bodsch (Hrsg.): Sibylle Mertens-Schaaffhausen 1797–1857: Zum 150. Todestag der „Rheingräfin“, Stadtmuseum Bonn, Bonn 2007, ISBN 3-931878-21-X.
- Übersetzung: W. Daniel Wilson: Goethe Männer Knaben: Ansichten zur Homosexualität, Insel, Berlin 2012, ISBN 3-458-17542-3.

## Rezensionen und Interviews

### In Männerkleidern
- Bettina Aumair: Wenn Sie auch schon aus dem Weg geraümet würde, es bliebe doch dergleichen. In: querelles-net. Rezensionszeitschrift für Frauen- und Geschlechterforschung, herausgegeben an der Freien Universität Berlin Nr. 16, 2005, ISSN 1862-054X.
- Wolfgang Behringer: Gender-Chaos in Preußen, in: Süddeutsche Zeitung, 8. April 2005, abgerufen am 6. November 2015.
- Susanne Kord: In Männerkleidern: Das verwegene Leben der Catharina Margaretha Linck alias Anastasius Lagrantinus Rosenstengel, hingerichtet 1721. Biographie und Dokumentation (Book Review). In: Modern Humanities Research Association (Hrsg.): The Modern Language Review, Maney Publishing, April 2006, Band 101(2), ISSN 0026-7937, S. 570.
- Helmut Puff: Angela Steidele, In Männerkleidern. Das verwegene Leben der Catharina Margaretha Linck alias Anastasius Lagrantinus Rosenstengel, hingerichtet 1721. In: Historische Anthropologie, Böhlau, Köln / Weimar / Wien 2006, Band 14(1), ISSN 0942-8704, S. 150–152.
- Ursula März: Angela Steidele: „In Männerkleidern“. Sie oder er? Gender im 17. Jahrhundert. In: Deutschlandfunk, Büchermarkt, 9. November 2021.
- Stefan Borchers: Angela Steidele, In Männerkleidern. Das verwegene Leben der Catharina Margaretha Linck alias Anastasius Lagrantinus Rosenstengel, hingerichtet 1721. Biographie und Dokumentation. In: Das achtzehnte Jahrhundert, Wallstein, Göttingen 2022, Band 46(2), ISSN 0722-740X, S. 253–254.

### Geschichte einer Liebe
- Jens Bisky: Unter der Eisrinde, in: Süddeutsche Zeitung, 18. Mai 2010, abgerufen am 6. November 2015.
- Hanna Hacker: Angela Steidele, Geschichte einer Liebe: Adele Schopenhauer und Sibylle Mertens. In: L’Homme. Europäische Zeitschrift für Feministische Geschichtswissenschaft, Böhlau, Wien 2010, Band 21 (2), ISSN 1016-362X, S. 177–180.
- [redakt.]: Wahnwitz und Glück. In: Der Spiegel, Nr. 50, 13. Dezember 2010, S. 138.
- Joey Horsley: Homosexualität im Biedermeier: Es gab mehrfach turbulente Affären. In: Der Tagesspiegel, 22. September 2010.
- Ruth Klüger: Frauen und Sexualität. In: Die Welt, 7. August 2010.

### Rosenstengel
- Birgit Borloni interviewt Angela Steidele: ‚Die Wahrheit interessiert mich weniger als der Mythos‘. Die Histo-Couch im Interview mit Angela Steidele über Kritik und Briefromane und König Ludwig II. auf histo-couch.de, abgerufen am 25. November 2015.
- Sabrina Wagner: Historischer Roman ‚Rosenstengel‘: Anhaltspunkte für ein zerrüttetes Seelenleben. In: Der Tagesspiegel 11. September 2015, abgerufen am 6. November 2015.
- Frauke Meyer-Gosau: Glühendes Leben. Angela Steidele erzählt in ihrem preisgekrönten Roman ‚Rosenstengel‘ von Ludwig II. und einem Transsexuellen des frühen 18. Jahrhunderts. In: Süddeutsche Zeitung Nr. 279, 3. Dezember 2015, S. 14.
- Daniel Fulda: Liebe geht durch alle Zeiten? Historische und poetologisch-selbstreflexive Anachronismen im romanhaften Geschichtserzählen von Sexualtiät und Geschlechterrollen. In: Ders. und Stephan Jaeger: Romanhaftes Erzählen von Geschichte. Vergegenwärtigte Vergangenheiten im beginnenden 21. Jahrhundert. Berlin und Bosten: de Gruyter, 2019, S. 81–110. ISBN 978-3-11-054056-7
- Steve Commichau: »Perpetual Escape: The Impossibility of Containment in Angela Steidele’s Rosenstengel.« In: Daniela Fuhrmann und Gaby Pailer (Hrsg.): In/Securities: Queer Life Narratives of Early Modern Times.(= Jahrbuch für Internationale Germanistik, Volume 152). Peter Lang, 2024, S. 143–158. ISBN 978-3-03434403-6
- Gaby Pailer: »Life as a Balancing Act: Angela Steidele’s Rosenstengel and Daniel Kehlmann’s Tyll.« In: Daniela Fuhrmann und Gaby Pailer (Hrsg.): In/Securities: Queer Life Narratives of Early Modern Times.(= Jahrbuch für Internationale Germanistik, Volume 152). Peter Lang, 2024, S. 159―179. ISBN 978-3-03434403-6

### Anne Lister
- Ruth Scurr: Gentleman Jack by Angela Steidele review – seductions of a secret diarist. In: The Guardian, 9. November 2018.
- Insa Wilke: Hab ich sehr schön gemacht. Süddeutsche Zeitung, 9. Oktober 2017.
- Druckfrisch mit Denis Scheck, ARD, 26. November 2017.
- Bärbel Gerdes: Angela Steidele – Anne Lister. In: Aviva. Online-Magazin für Frauen, 2. Dezember 2017.
- Jane Shilling: A real BEAST of a woman! In: Daily Mail, 14. Februar 2019.
- Angela Steidele im Gespräch mit Gisa Funck über Anne Lister, Deutschlandfunk Büchermarkt, 27. Oktober 2017.
- Angela Steidele im Gespräch mit Ellie Cawthorne: The real Gentleman Jack: the secret life of Anne Lister, Britain’s ‘first modern lesbian’, Juni 2019, BBC History Extra Podcast.

### Zeitreisen
- Tobias Lehmkuhl: Land ohne Örtchen. In: Süddeutsche Zeitung, 9. Oktober 2018.
- Anja Kümmel: Auf den Spuren von Anne und Ann. In: Queer.de, 19. März 2019.
- Anne Haeming: Los, gehen! In: Spiegel Reisen, 16. Dezember 2018.

### Poetik der Biographie
- Bärbel Gerdes: Angela Steidele – Poetik der Biographie. In: Aviva. Online-Magazin für Frauen, 23. September 2019.
- Katharina Borchardt: Angela Steidele – Poetik der Biographie. In: SWR 2 lesenswert, 2. Februar 2020.
- Angela Steidele im Gespräch mit Angela Gutzeit über ihre Poetik der Biographie: „Kunst oder Wissenschaft?“, Deutschlandfunk, Büchermarkt, 25. November 2019.

### Aufklärung. Ein Roman
- Andreas Platthaus: Jauchzet, frohlocket, auf, preiset dieses Buch! In: Frankfurter Allgemeine Zeitung, 15. Dezember 2022.
- SWR Lesenswert Quartett mit Denis Scheck, Insa Wilke und Ijoma Mangold, 13. Dezember 2022.
- Hanna Sellheim: Aufklärung, But Make It Queer, in: LITLOG. Göttinger eMagazin für Literatur – Kultur – Wissenschaft, 27. Februar 2023.
- Albrecht Beutel: Buch des Monats: April 2023, in: Theologische Literaturzeitung, April 2023.
- In English: Angela Steidele talks with Jules Kielmann about „Enlightenment. A novel“, Tysklandspodden, Goethe-Institut Stockholm, October 2023